# Sencha
Sencha (煎茶) är ett grönt te. Många sorter används för att tillverka sencha, den populäraste är yabukita. Namnet betyder bokstavligen bryggte (eller avkokt te), vilket antas syfta till hur teet tillreds från torra teblad. Detta kan ställas i kontrast till  exempelvis matcha där nedmalda teblad blandas i varmt vatten och hela tebladet används. En annan förklaring skulle kunna vara att sencha inte är ett av de finare teerna och därmed ses mer som ett "vardagste" än mer exklusiva tesorter som gyokuro.
Sencha är det överlägset populäraste teet i Japan.

## Bildgalleri

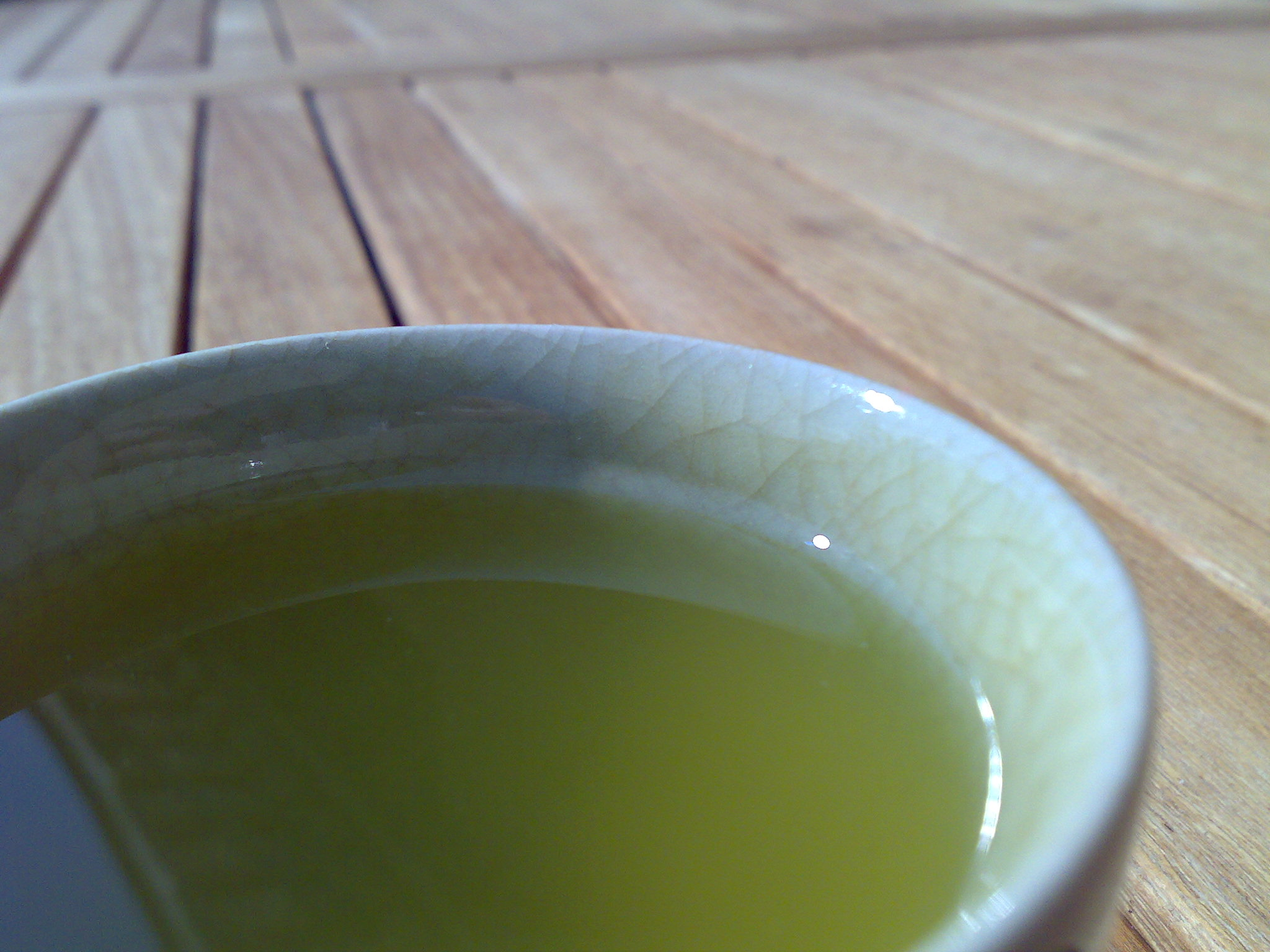
Vanligt sencha
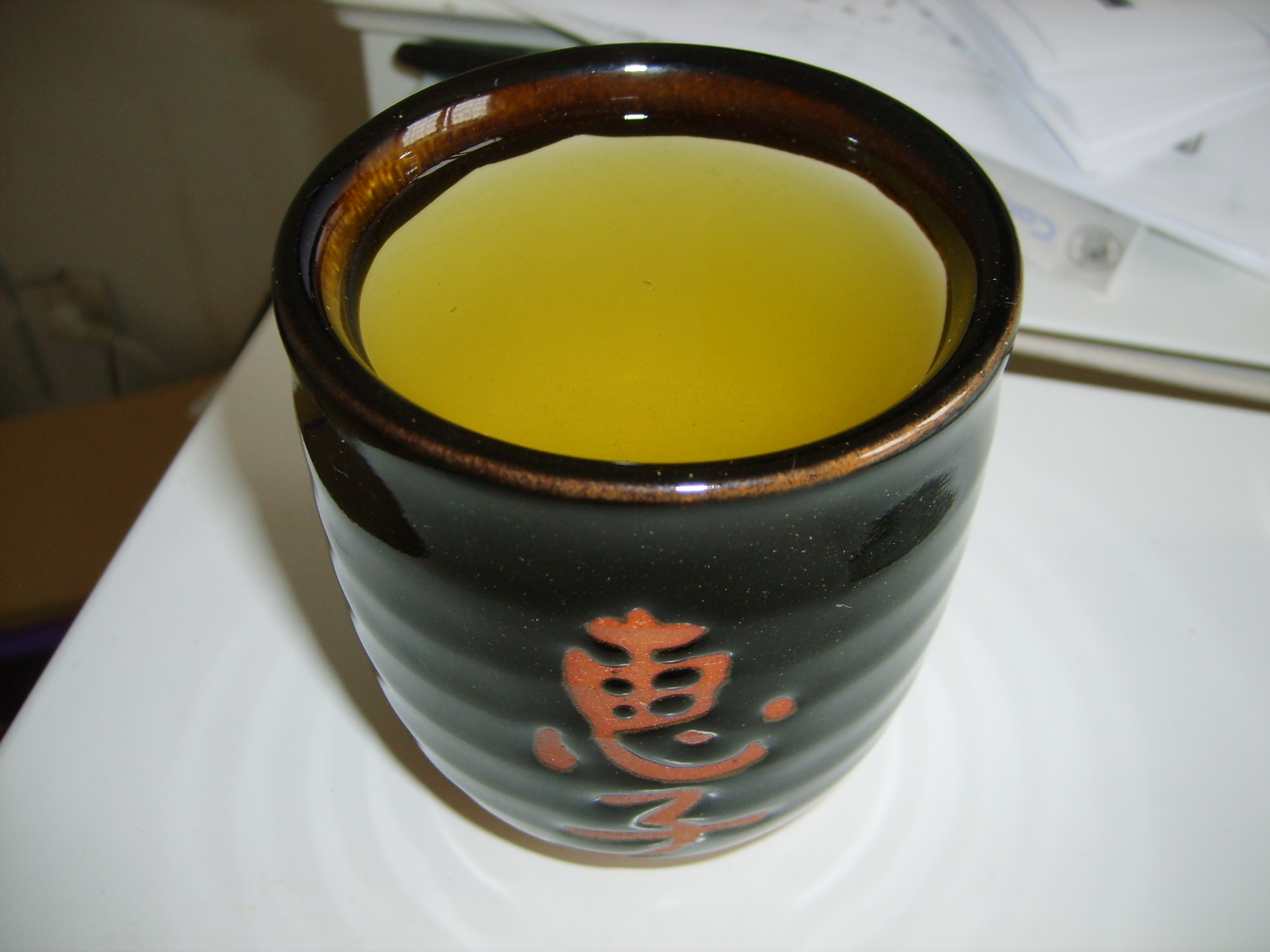
Sencha av väldigt hög kvalitet
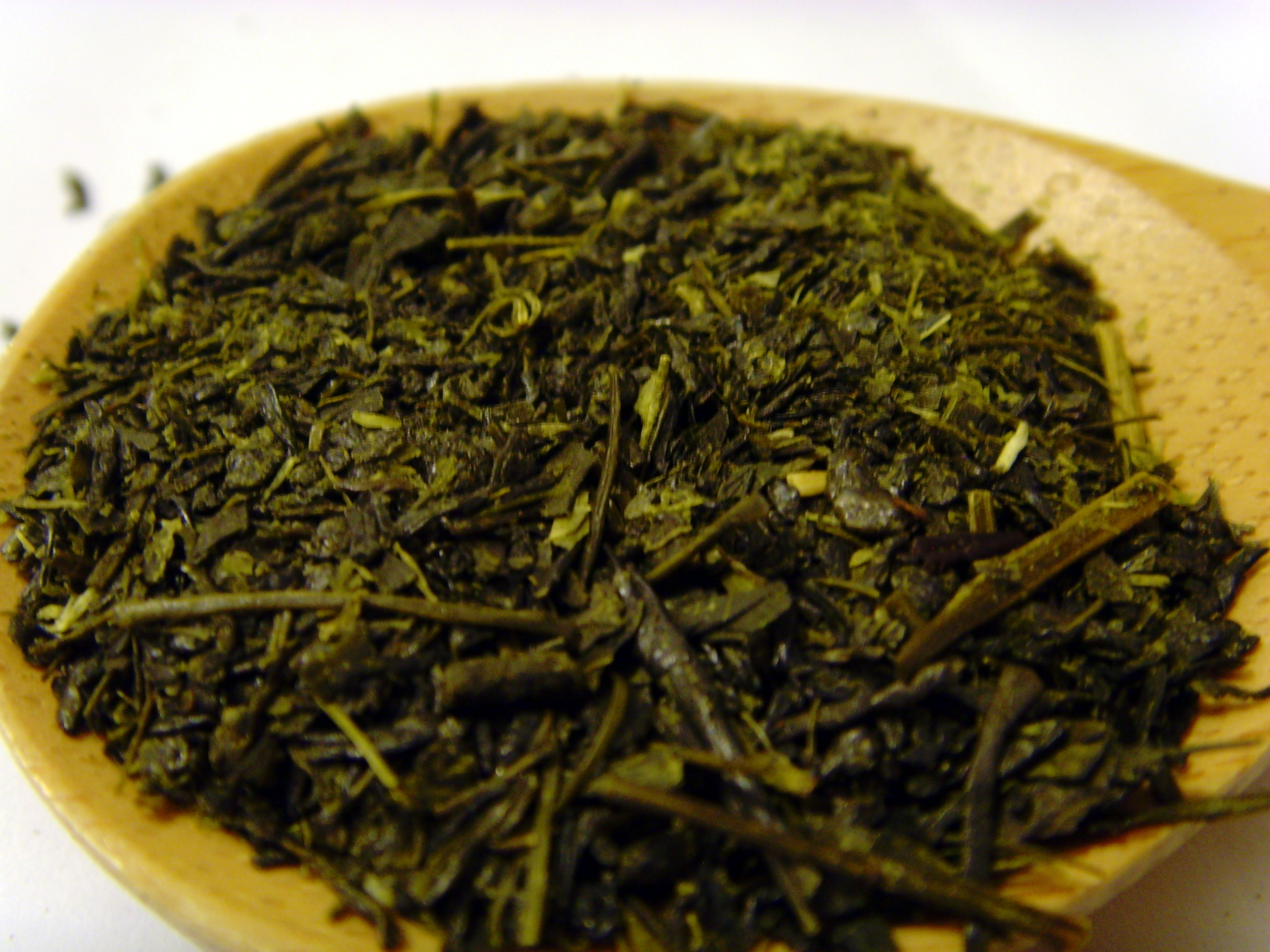
Vanligt sencha
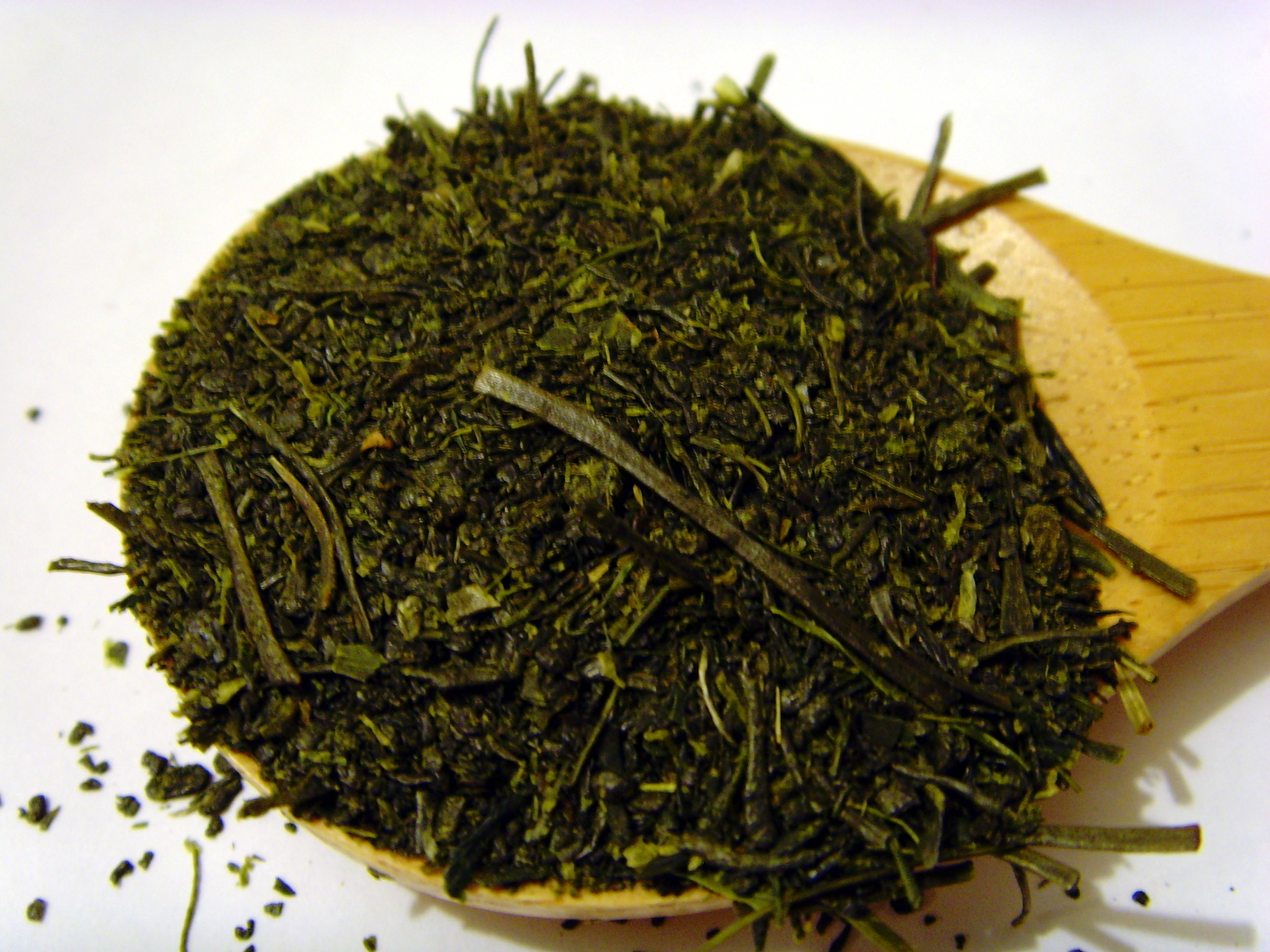
Fukamushicha, ett välångat sencha
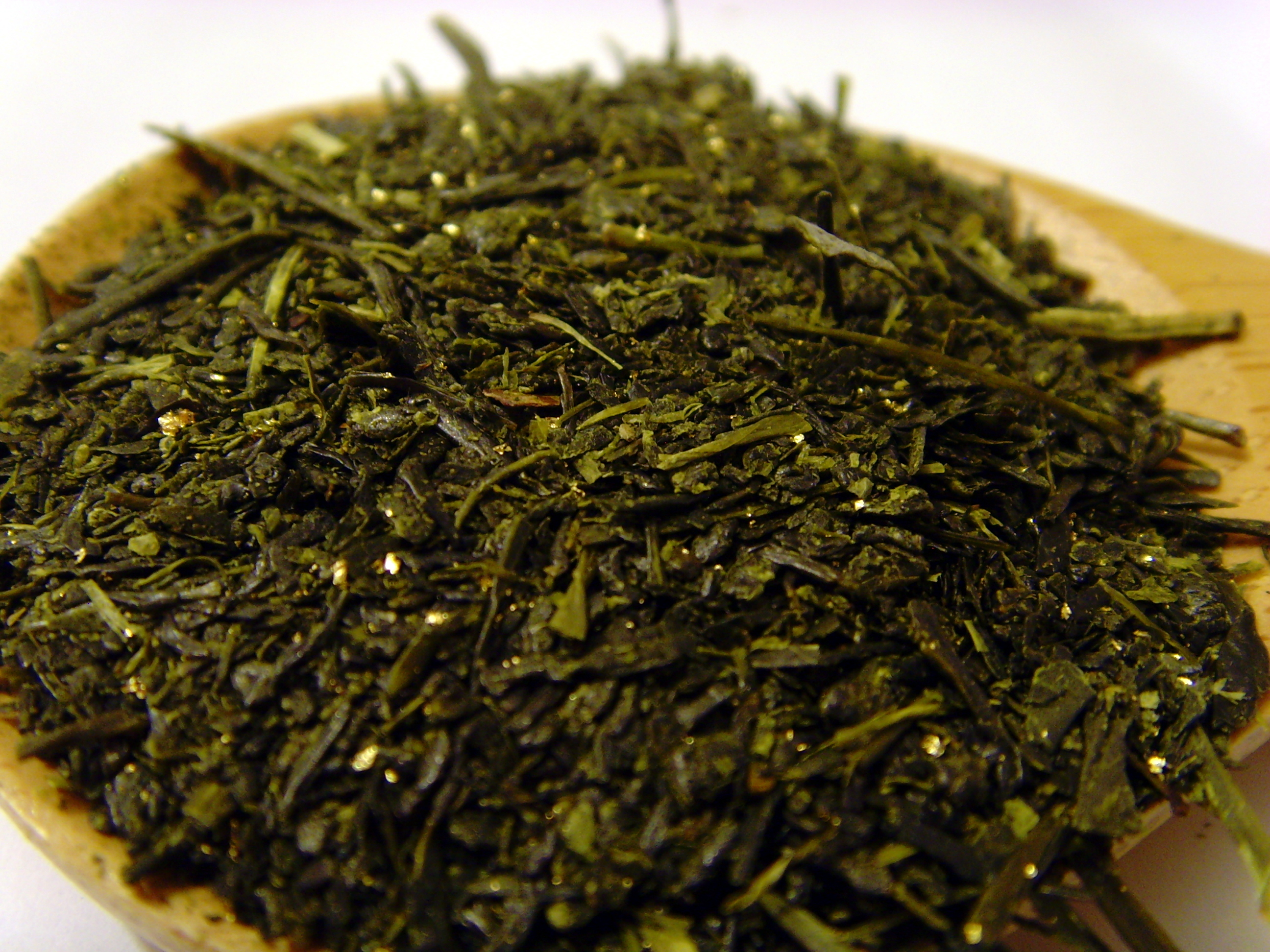
Sencha med guld
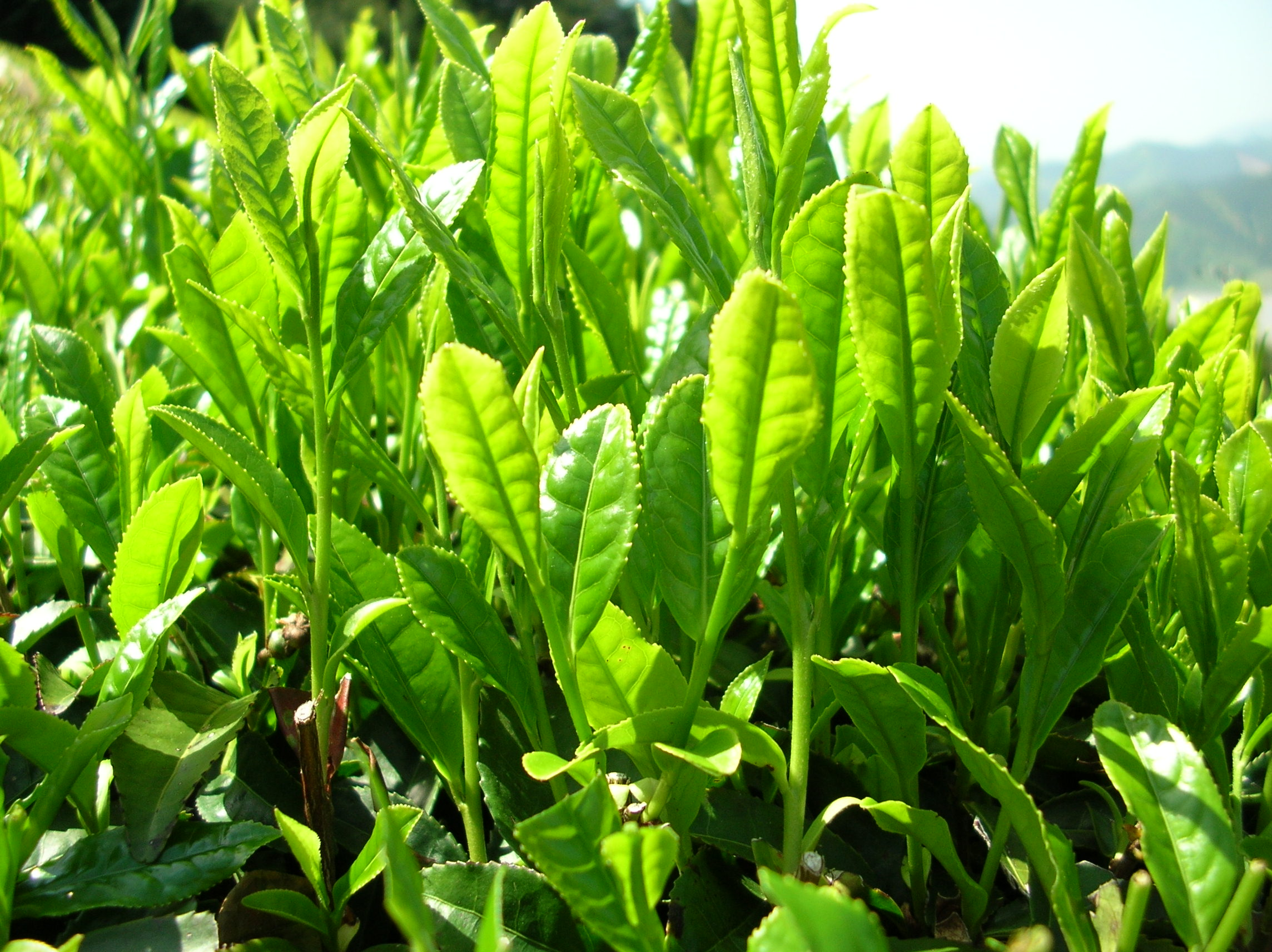
Nygrodda yabukita-plantor, vanliga i sencha